# 徳島県民主医療機関連合会
徳島県民主医療機関連合会（とくしまけんみんしゅいりょうきかんれんごうかい）は、全日本民主医療機関連合会(民医連)の地方組織であり、徳島県を活動地域とする。略称は徳島県民医連。
事務局は徳島市北前川町4-11-2に置く。

## 加盟法人
(この節の出典)
- 徳島健康生活協同組合 - 徳島市下助任町4-9
  - 徳島健生病院 - 徳島市下助任町4-9
- 一般社団法人とくしま健康サポート(薬局法人) - 徳島市北前川町4-11-2
- 四国医療事業協同組合 - 徳島市吉野本町3-36

## 医学生に対する奨学金制度
- 医学生に対し、奨学金制度を設けている[2]。